# El Templete (La Havane)
Construit en 1827, El Templete (français: le petit temple) commémore le site supposé où a été créée la ville de San Cristóbal de La Havane et où a été célébrée une messe le 16 novembre 1519. 

## Architecture

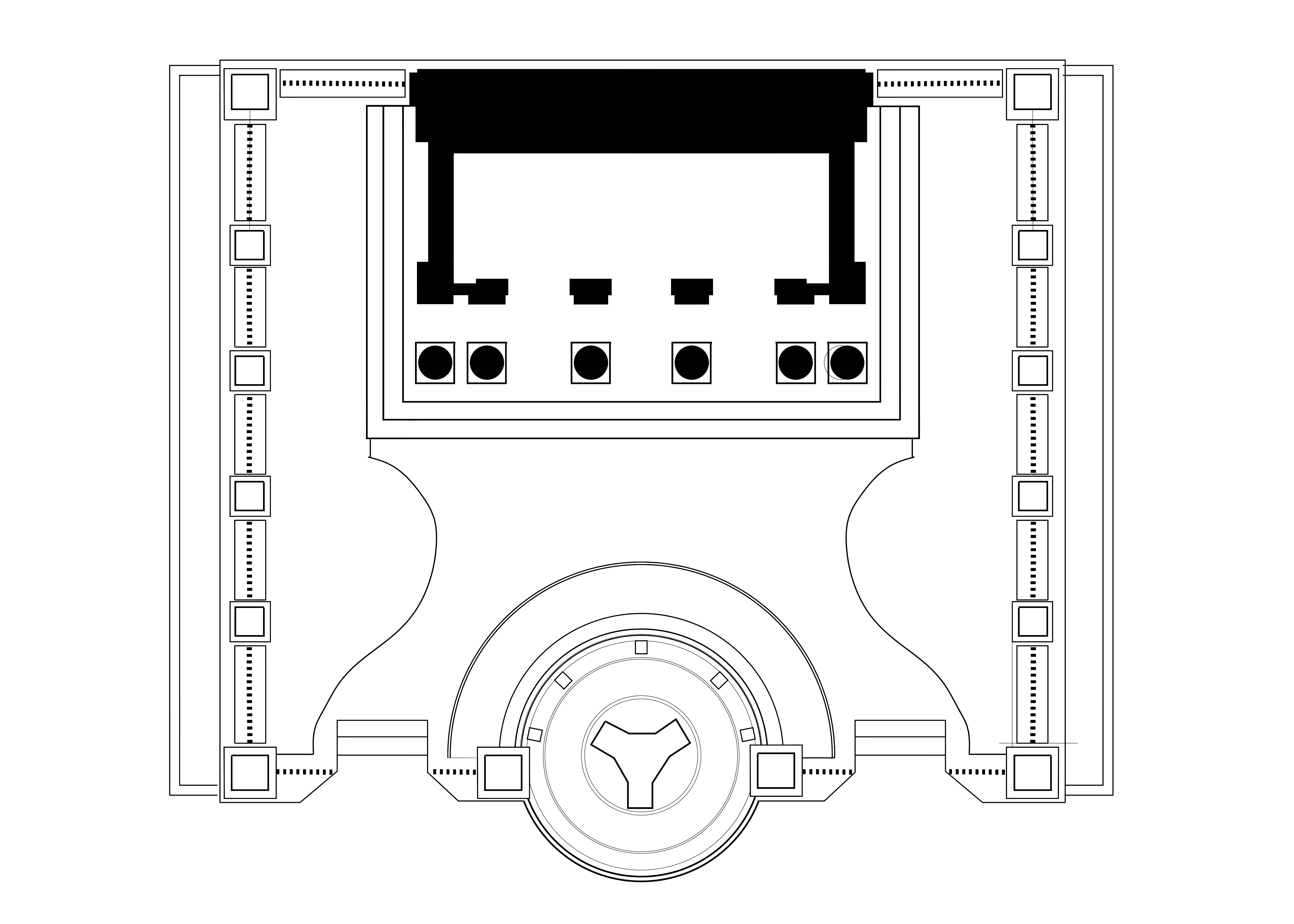
Plan d'étage

Les experts estiment que El Templete a été le premier immeuble de caractère néo-classique de La Havane, et l'un des ouvrages de génie civil qui ont le plus influencé l'architecture de Cuba. Ce monument a la forme d'un temple dorique grec, montrant l'importance de la culture gréco-romaine ou occidentale en Amérique. La façade se compose d'un portique à six colonnes doriques, supportant une frise décorée, et d'un fronton proéminent avec une inscription commémorant l'inauguration. La façade a quatre pilastres aux chapiteaux doriques et autres ornements décoratifs ; toit plat et corniche large, plinthes mansardées et sols intérieurs en marbre. 
À l'intérieur de l'enceinte se trouvent un buste de Christophe Colomb, découvreur de l'île et un arbre ceiba. Dans les jardins se trouve la colonne de Cajigal en l'honneur du gouverneur espagnol qui a ordonné sa construction en 1754, lorsque le premier arbre ceiba planté est mort. Au-dessus de cette colonne, une image de la Virgen del Pilar, patronne des marins espagnols. Un buste en marbre de Don Hernando de Soto, qui fut le premier gouverneur de la ville de San Cristóbal de La Habana, est visible à la base.
Bien que les ananas qui couronnent les piliers de la clôture d'inspiration néoclassique, la structure imite un petit temple gréco-romain avec des colonnes doriques surmontées d'un fronton classique. La construction a été achevée en 1828 en l'honneur de Marie-Josèphe de Saxe, épouse du roi Ferdinand VII. L'architecture du Templete est une transition du «baroque cubain» du XIXe siècle, comme la cathédrale de La Havane, au style néoclassique.
À l'intérieur de la petite pièce se trouvent trois grandes peintures de l'artiste français Jean Baptiste Vermay, fondateur de l'École national de beaux arts San Alejandro de La Havane. Les peintures de Vermay représentent la première messe et la bénédiction du Templete lors de son inauguration,. 

## Mythe
Chaque année, à la veille du 16 novembre, date de la fondation de la ville, l'endroit accueille un pèlerinage de centaines de Havanais qui se rendent trois fois au ceiba et jettent une pièce sur ses racines et font un vœu en silence.
Au milieu du XVIIIe siècle, le premier ceiba est mort et a été remplacé plusieurs fois. L'actuel, qui a été planté en 1960.

## Galerie

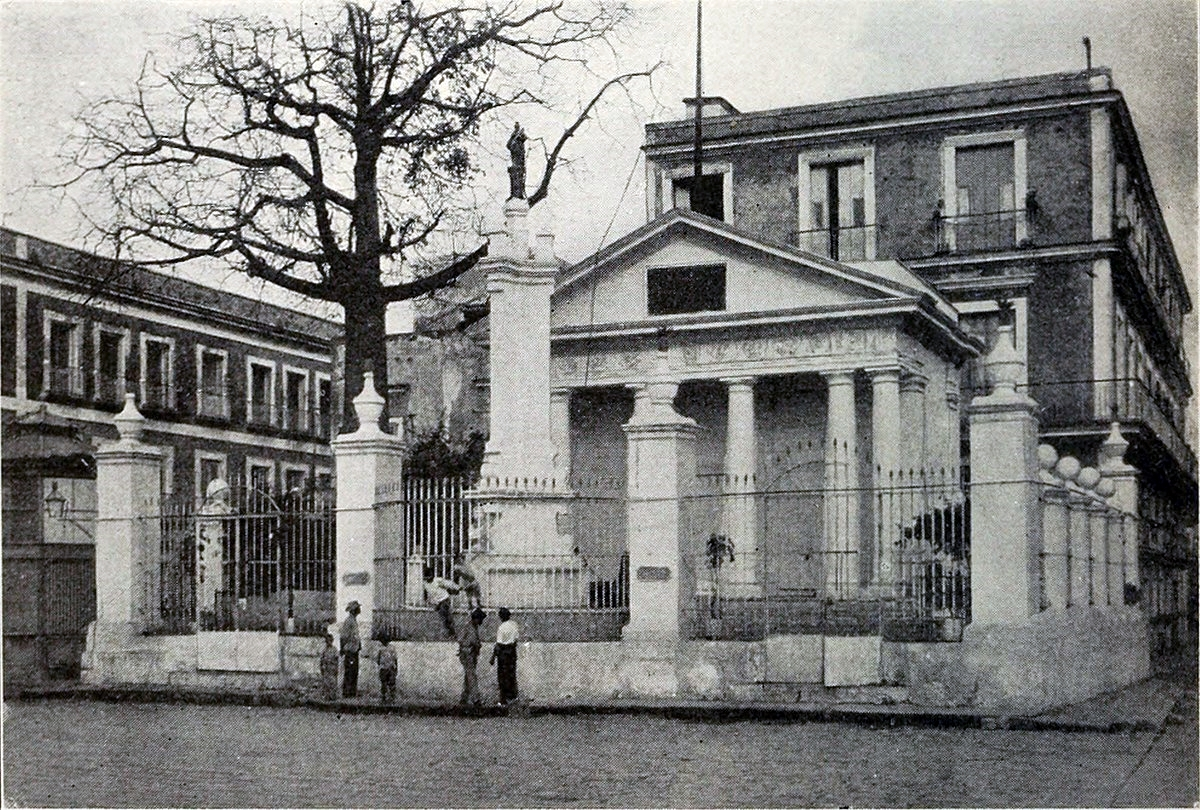
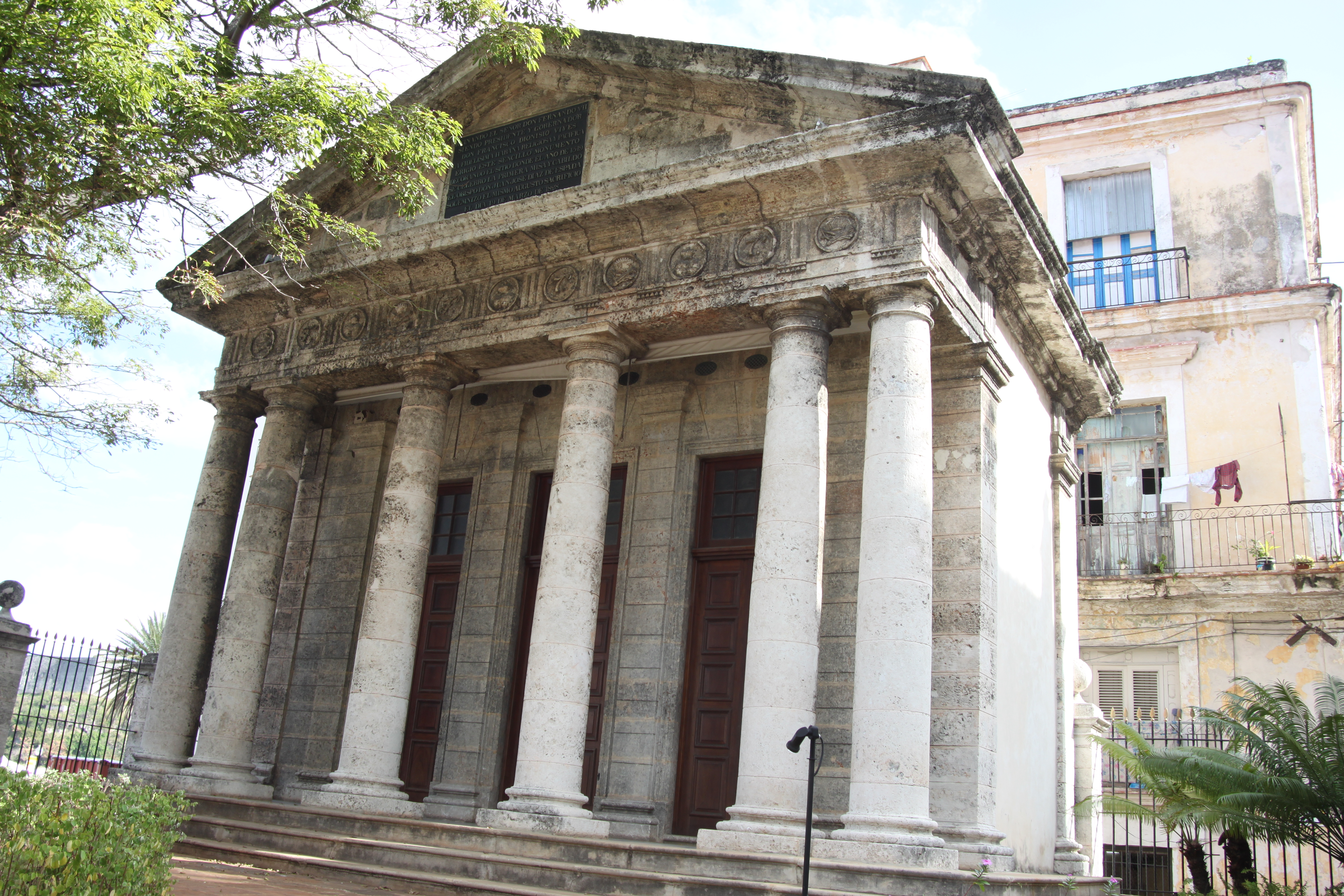
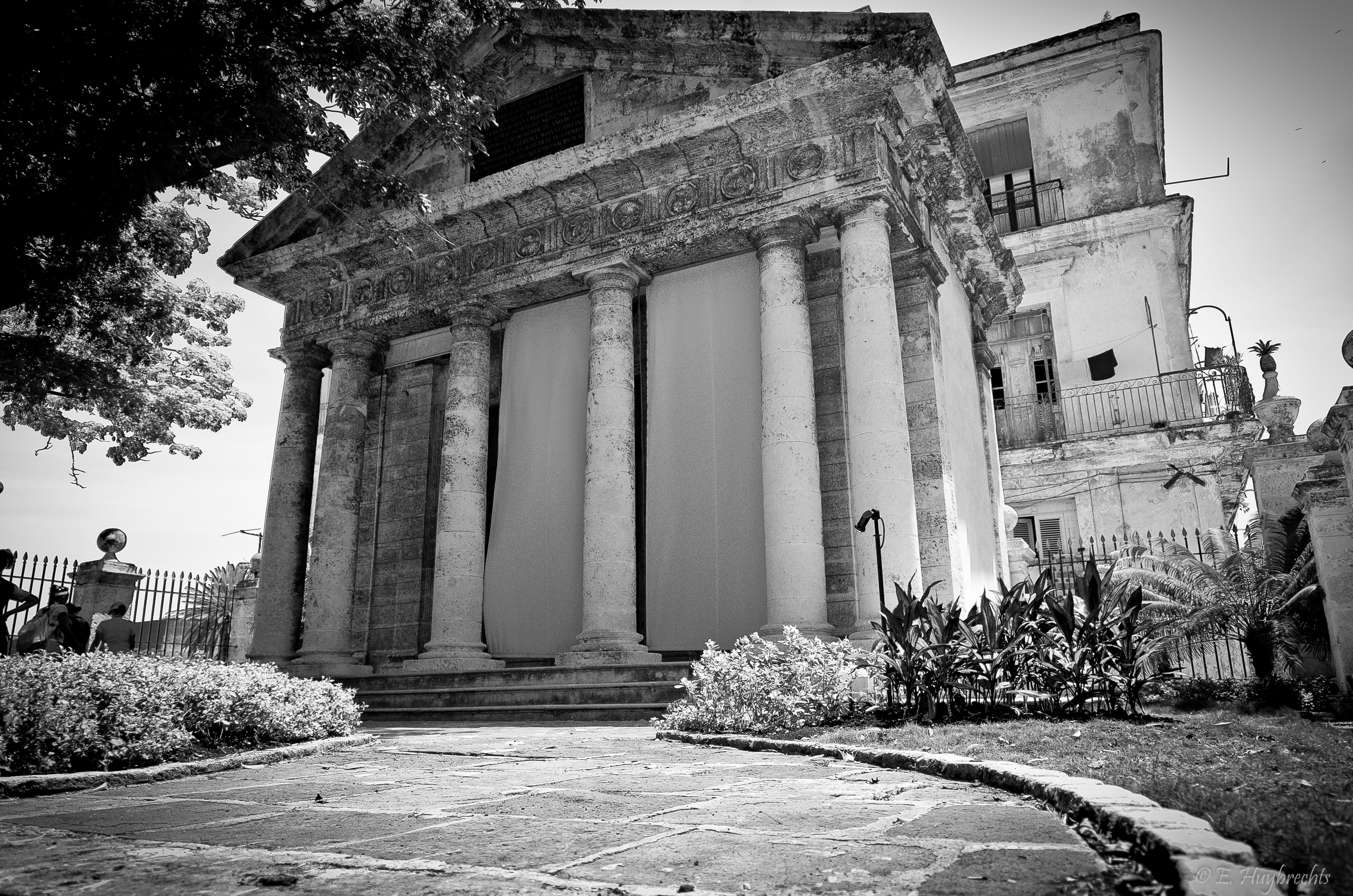